# Garci IV Fernández Manrique de Lara
Garci IV Fernández Manrique de Lara (¿?—Alcalá de Henares, 22 de mayo de 1436), ricohombre castellano fue el I conde de Castañeda y señor de Aguilar de Campoo, Galisteo, Fuenteguinaldo, Isar y otros lugares. Sus padres fueron Garci III Fernández Manrique de Lara e Isabel Enríquez de Haro, hija de Enrique Enríquez el Mozo y de Teresa de Haro.

## Vida
Mayordomo mayor del infante Enrique y capitán general de la frontera de Jaén, en 1420 el rey Juan II de Castilla le concedió la tenencia de Castañeda. En 1429 obtuvo la merced de la villa de Galisteo, confirmada en 1432 por el monarca.
El 25 de agosto de 1430, el rey Juan II, por real merced, le creó primer conde de Castañeda jure uxoris después de haber reconocido en febrero de ese año que todos los bienes de ese condado pertenecían a su esposa Aldonza de Castilla, señora de Aguilar de Campoo como hija y heredera de Juan Téllez de Castilla y nieta del infante Tello de Castilla, ambos señores de Aguilar de Campoo, Castañeda, Líébana y otros lugares.
Fue uno de los más poderosos nobles castellanos de su época y participó, hasta su muerte, en casi todos los episodios destacados del reinado de Juan II de Castilla como el principal representante de los intereses del infante Enrique.

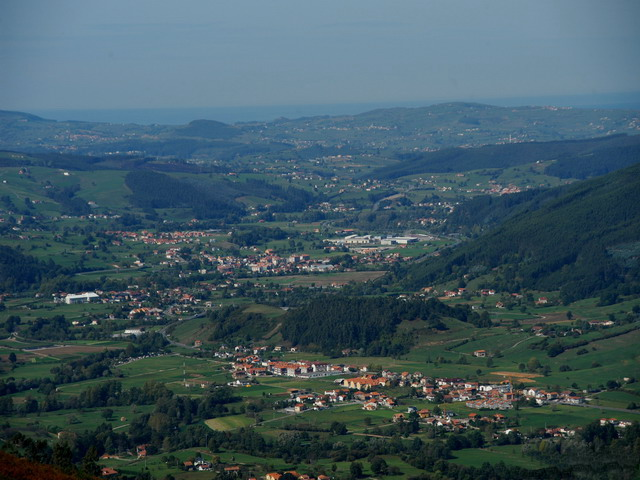
Valle en Castañeda. En primer plano Pomaluengo, capital del actual municipio de Castañeda.

## Testamento y muerte
El conde de Castañeda, estando enfermo, otorgó testamento el 16 de mayo de 1436 fundando dos mayorazgos: el primero, incluyendo el estado de Castañeda y sus villas y lugares, la villa de Cea, y los lugares de Ysar y Villanueva para su primogénito Juan, pidiendo a su mujer, que fue la ejecutora del testamento, que al final de sus días añadiera a este mayorazgo la villa de Aguilar de Campoo y su tierra; el otro mayorazgo, que incluía Galisteo y Fuenteguinaldo, fue para su otro hijo varón, Gabriel. En caso de que ambos fallecieran sin descendencia legítima, los mayorazgos pasarían a su hija Beatriz con la obligación que los herederos de dichos mayorazgos deberían llevar el apellido Manrique. En su testamento menciona las donaciones que él y su mujer Aldonza habían hecho al monasterio de la Trinidad en Burgos para su restauración, mandando ser enterrado ahí.
Falleció una semana después, el 23 de mayo, y su muerte es mencionada en la Crónica de Juan II:

...supo como Garci Fernández Manrique, conde de Castañeda,, que avia quedado enfermo en Alcalá de Henares, era muerto, de lo cual el rey huvo gran desplacer y hizo merced a Don Juan Manrique, su hijo, de todo lo que el conde en sus libros tenía, y mándole que fuese a tomar sus heredamientos y diole el título de Conde de Castañeda como su padre lo tenía.

## Matrimonio y descendencia
Contrajo matrimonio antes de 1418 con Aldonza de Castilla, hija de Juan Téllez de Castilla, señor de Aguilar de Campoo y de Castañeda, y de Leonor de la Vega.  De este matrimonio nacieron:
- Beatriz Manrique, esposa del mariscal Sancho de Zúñiga,[1] hijo de Diego López de Zúñiga.
- Juan Fernández Manrique de Lara, quien heredó el condado de Castañeda[1] y el señorío de Aguilar de Campoo, contrajo matrimonio con Mencía Enríquez, hija de Alfonso Enríquez y Juana de Mendoza. No hubo descendencia de este matrimonio. Estando casado, mantuvo una relación con su prima Catalina Enríquez de Ribera de quien tuvo descendencia y con quien contrajo matrimonio después de la muerte de Mencía.
- Gabriel Fernández Manrique (m. 31 de marzo de 1482), I conde de Osorno[1] y I duque de Galisteo, esposo de Aldonza de Vivero, hija de Alonso Pérez de Vivero (mandado a asesinar por el condestable Álvaro de Luna) e Inés de Guzmán y Dávila.